# История Бекова

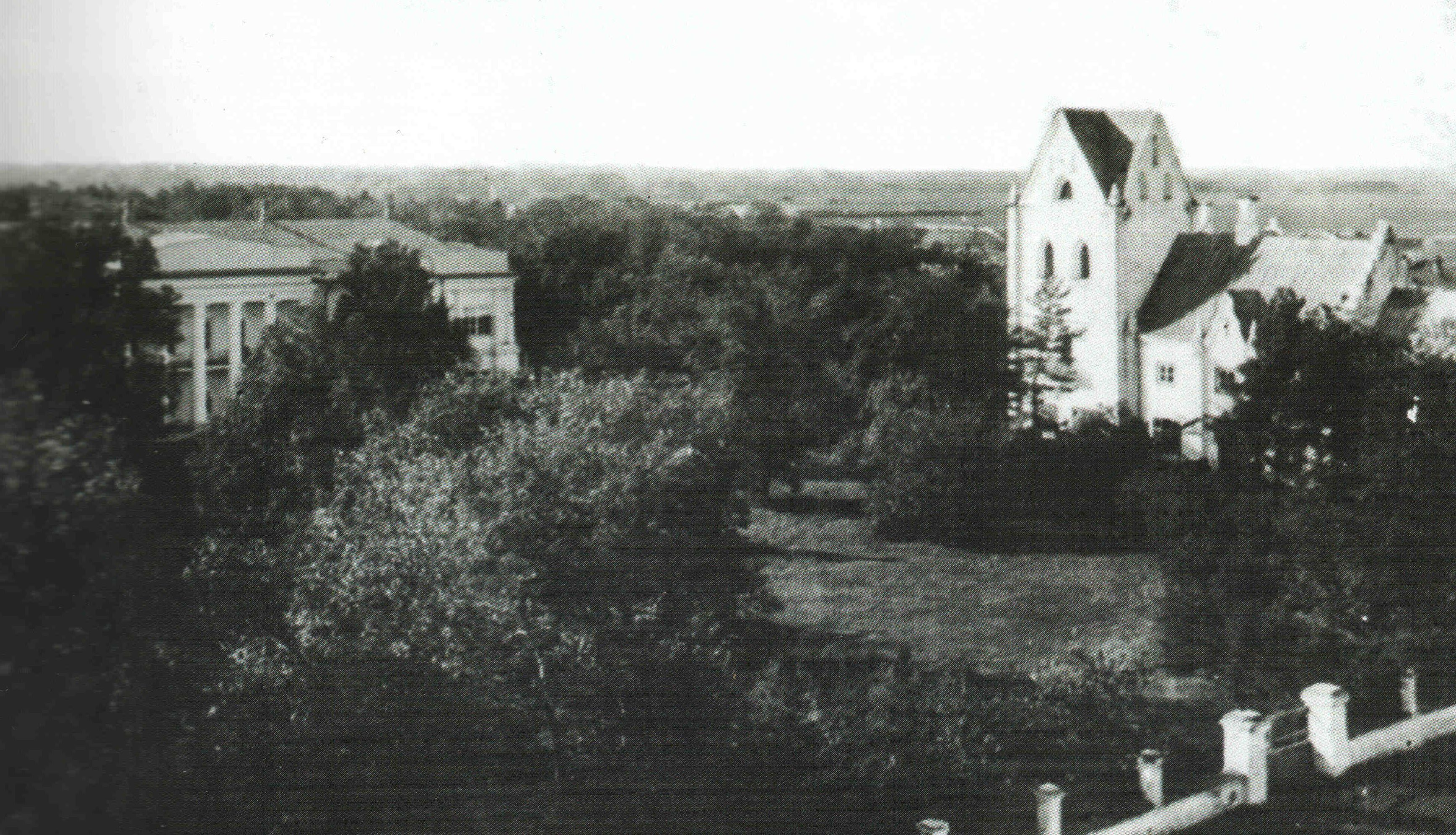
Усадьба Устиновых на фото конца XIX века

История Бе́ково — история районного посёлка Беково, ныне являющегося административным центром Бековского района Пензенской области, с древности до настоящего времени.

## Основание Беково
Первое упоминание о поселении на месте Беково относится к 1621 году, хотя начало истории поселения ведут с 1671 года, даты открытия в селе церковного прихода. Однако церковный приход не мог возникнуть на пустом месте и задолго до его появления на берегу Хопра существовало поселение крестьян. В пользу этого говорит одно из названий Беково, отмеченное в документах XVIII века — Озёры. Оно свидетельствует, что поселение возникло на берегах озера. Остатки его, уже в виде болота, были заметны ещё во второй половине XX века рядом с железнодорожным вокзалом Беково. Озёры были одним из поселений, основанных русскими крестьянами Шацкого уезда, промышлявшими по берегам рек Медведица и Хопёр, после вхождения Поволжья в состав Русского государства. Вдоль Хопра в то время росли густые леса. В лесах были озёра, в которых водились бобры, объект промысловой охоты крестьян.
В 1671 году в деревне Озёры была открыта церковь во имя Николая Чудотворца. С открытием церкви деревня Озёры превратилась в село Никольское (название селу было дано по построенной церкви). Это была обычная практика в Русском государстве тех лет. 
На рубеже XVII—XVIII веков село Никольское (Озёры) находилось на окраине Московского государства. В лесах, окружавших село, было много разбойников. Возможно, что сами жители села также занимались разбоем. Сохранилось предание о хопровских краях тех лет, «как о местностях, лесах чуть не муромских, жителях селений, отличавшихся как в Беково, грабежами и убийствами». 

## Беково в XVIII-XIX вв.
Вслед за вольной крестьянской колонизацией в Поволжье шла колонизация правительственная. Землю, освоенную крестьянами, за службу царю получали дворяне. В 1691 году село Никольское (Озёры) попало во владения Льва Кирилловича Нарышкина, дяди Петра I. После Нарышкина с 1700 года владельцами села Никольское (Озёры) были Козьма и Кондратий Бибиковы, родные братья стольника Петра I Якова Бибикова. 

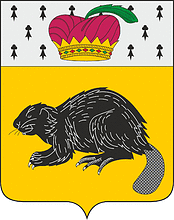
Современный герб Беково с изображением короны в виде чалмы из герба Бекович-Черкасских

Яков Бибиков продал в 1723 году за 200 рублей землю своих братьев князю Александру Александровичу Бековичу-Черкасскому, сыну Александра Бековича-Черкасского (Девлет-Гирей-мурзы) (16??—1717), сподвижника Петра I, потомка кабардинских князей, руководителя военного похода в Хивинское ханство в 1714—1717 годах, в ходе которого погиб. Новый помещик перевёл в своё владение крестьян из Арзамасского, Суздальского, Муромского, Московского, Дмитриевского, Коломенского, Переяславль-Рязанского и Керенского уездов.

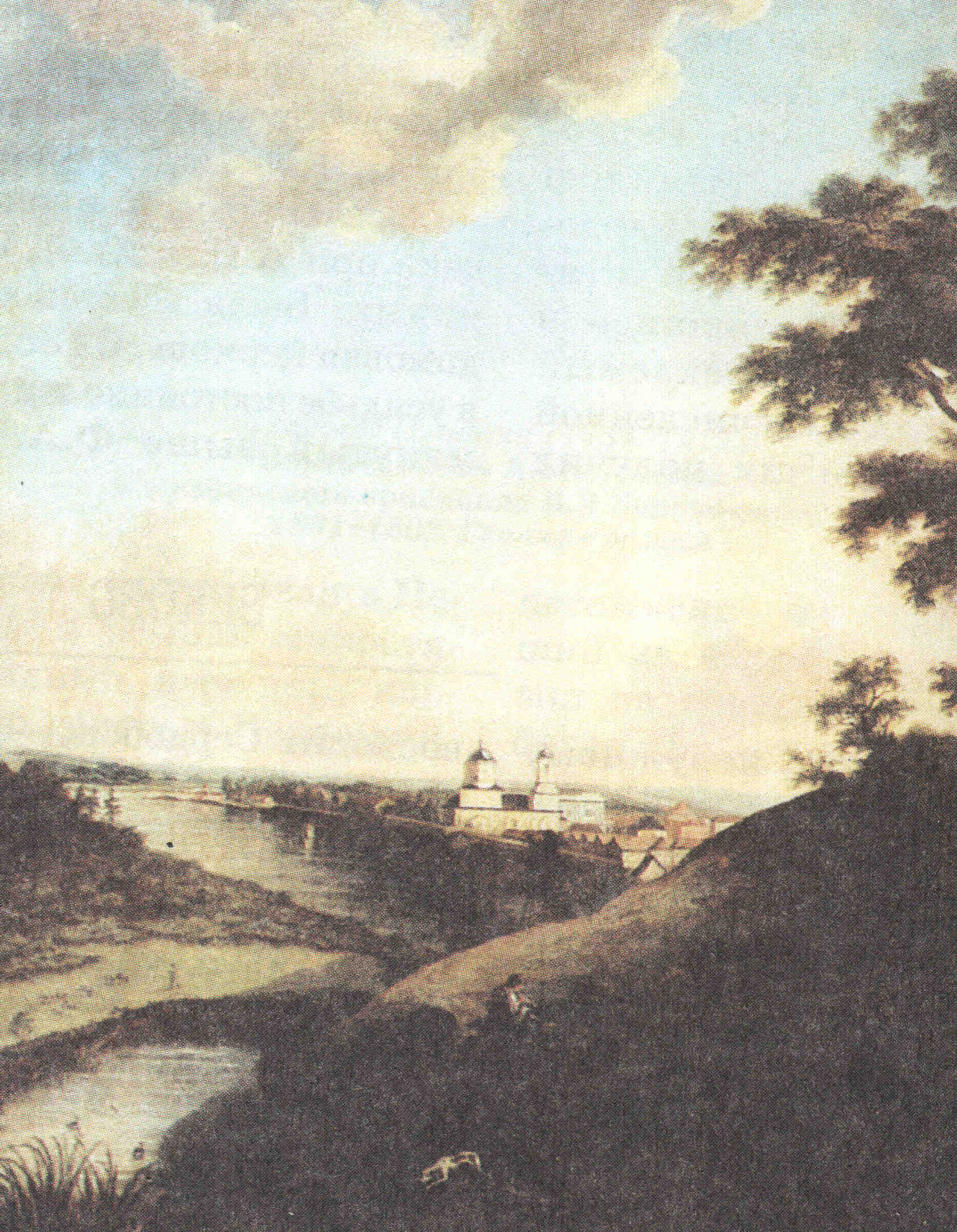
Вид Беково. Первая половина XIX века

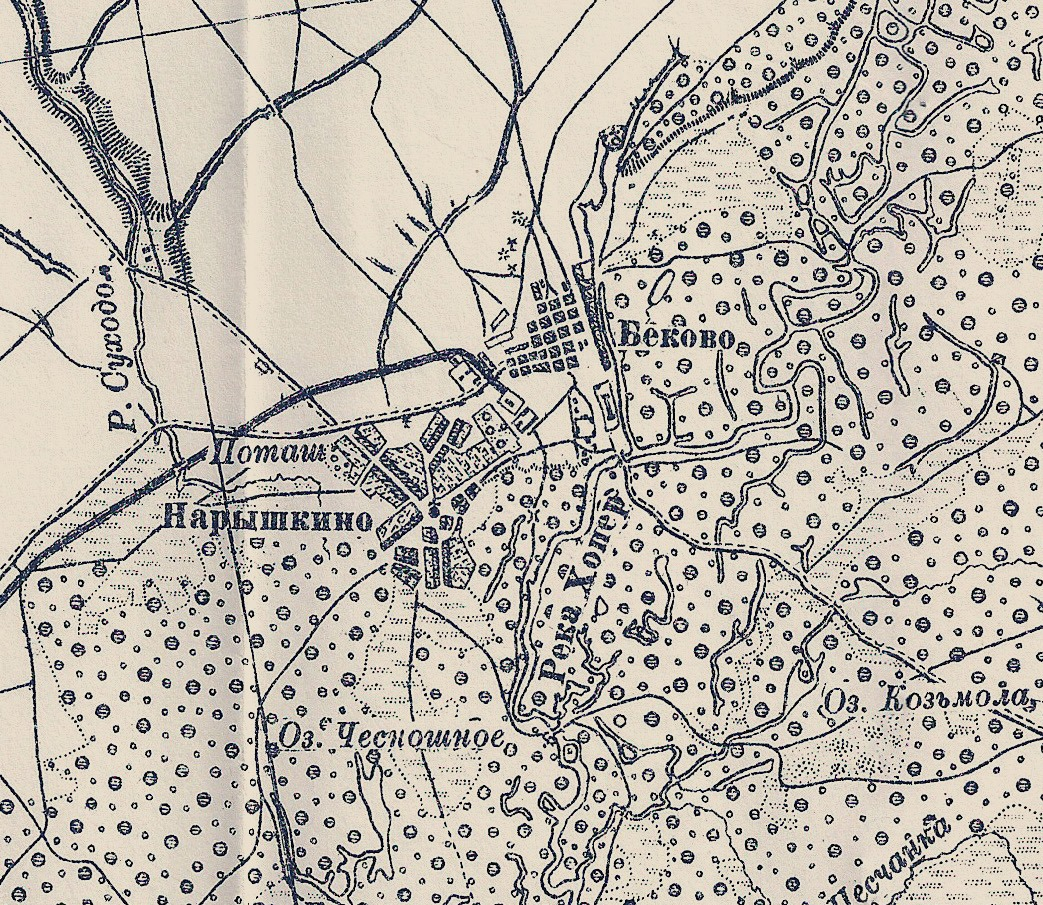
Беково и Нарышкино, 1846—1863 годы

С 1745 года село стало называться Бековщина или Беково, т.к. Александр Александрович Бекович-Черкасский переименовал село в честь своего отца. О первых владельцах села на современных гербе и флаге муниципального образования «рабочий посёлок Беково» Пензенской области напоминает необычное изображение короны в виде чалмы из герба Бекович-Черкасских.
По второй ревизии (1745—1747) в селе Беково (Бековщина) было 392 души мужского пола.
Далёкая история села слабо сохранилась в памяти крестьян. В 1886 году жителям Беково, в ходе сбора материалов по истории Саратовской губернии, был задан вопрос об истории села. Они ответили, что «Беково образовалось из крепостных, выведенных помещиками из других губерний, но когда это произошло, они точно не помнят». 
В 1780 году создан Сердобский уезд Саратовского наместничества. Село Беково вошло в Сердобский уезд. В конце XVIII века этими землями владела Аграфена Алексеевна Дурасова, сестра знаменитого своими чудачествами поволжского миллионера Николая Дурасова.
В первые годы XIX века Беково приобретает выходец из купеческого сословия Михаил Адрианович Устинов (1755—1836), внёсший в 1821 году свой род в третью часть дворянской родословной книги Саратовской губернии. Дальнейшая история села неразрывно связана с дворянским родом Устиновых и, в частности, с четвёртым сыном М. А. Устинова — Адрианом Михайловичем Устиновым (1802—1883), который обустроил здесь одноимённую дворянскую усадьбу.

## Беково в XX веке
Из книги «Россия. Полное географическое описание нашего Отечества» (1901):
«Нынче в селе 2,5 тысячи жителей, церковь во имя Покрова, почтово-телеграфная контора, волостное правление, больница, частная аптека, четыре школы: министерская двухклассная, с ремесленными курсами — слесарным и столярным, церковно-приходская и две ремесленных — мужская и женская и библиотека. Оборот ярмарки 150 тысячи рублей, главный предмет торговли — мануфактура, лошади, скот. Железнодорожная станция отправляет более 1 миллиона пудов грузов, преимущественно хлеба. В эпоху освобождения крестьян село Беково принадлежало А. М. Устинову, владевшему здесь 27 500 десятин земли. И ныне при селе Беково находится имение Устинова, в котором заведено скотоводство, овцеводство и льноводство, а также существует мельница, перемалывающая муки при 15 рабочих, на сумму до 35 тысяч рублей и механическая мастерская с производством чугунных отливок и ремонтных работ на 15 тысяч рублей при 30 рабочих».
После начала Великой Отечественной войны в 1941 году из села Чупаховка в Беково был эвакуирован Чупаховский сахарный завод. 

В 1998 году в Бекове — маслодельный завод, пищекомбинат (кондитерские изделия, алкогольные и безалкогольные напитки), элеватор, мельница, ПМК (строительство жилых домов, животноводческих помещений, школ, детских садов и др.); сахарный завод (построен в 1936 году); центральная районная больница, средняя и 2 неполные средние школы, 2 детских сада, профтехучилище, дом культуры, редакция газеты «Бековский вестник», кинотеатр, центральная районная библиотека, детская библиотека, Нарышкинская сельская библиотека, историко-краеведческий музей, дом отдыха «Беково», Бековское отделение Российского сельскохозяйственного банка, сберкасса, почта, телеграф, телефон, местное автотранспортное предприятие. 

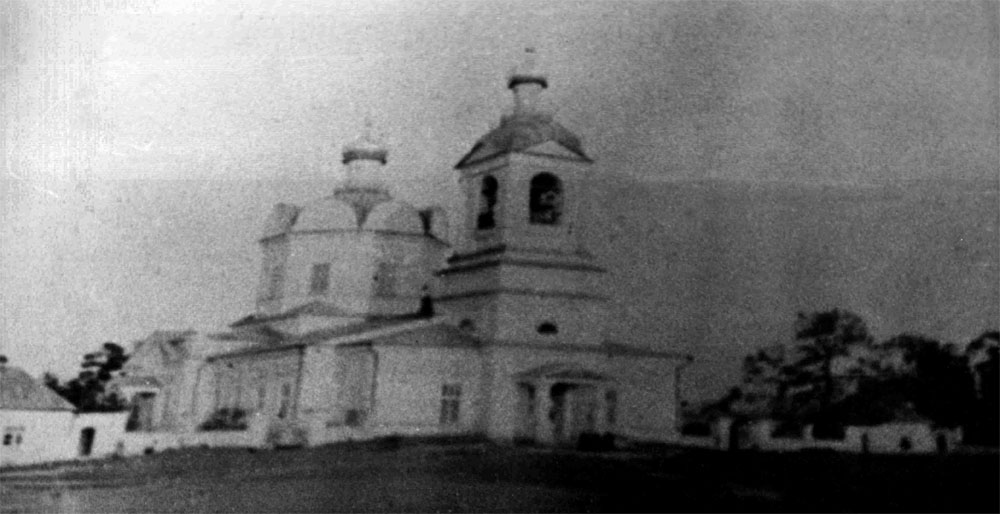
Покровская церковь села Беково, начало XX века

В 2010 году посёлок стал лауреатом всероссийского конкурса «Лучшее благоустроенное поселение России» в номинации «Активное участие населения в благоустройстве родного посёлка» за 2010 год.
На поселковом кладбище — братская могила воинов, умерших от ран в 1941-45 годах в госпитале; в центре — мемориал в честь воинов-земляков, погибших в годы Великой Отечественной войны; на южной окраине — археологический памятник 2-й половины 2-го тысячелетия до н. э. (эпоха бронзы, срубная культура).